# Jens Rocksien
Jens Rocksien (* 26. Oktober 1946 in Neustadt in Holstein) ist ein deutscher Politiker (SPD) und ehemaliges Mitglied der Hamburgischen Bürgerschaft.

## Leben und Beruf
Nach dem Abitur leistet Rocksien seinen Wehrdienst ab. Es folgte von 1968 bis 1972 ein Studium der Erziehungswissenschaften an der Universität Hamburg. Seit 1974 ist er  als Lehrer bei der Stadt Hamburg angestellt. Er übernahm seit 1979 den Posten eines stellvertretenden Schulleiters und später den eines Schulleiters.
Er ist verheiratet und hat zwei Kinder.

## Politik
Seit 1977 ist Rocksien Mitglied in der SPD. Zwischen 1978 und 1993 saß er im Ortsausschuss Hamburg-Rahlstedt und zwischenzeitlich auch in Ausschüssen der Bezirksversammlung Wandsbek.
Von 1993 bis 2001 war er Mitglied der Hamburgischen Bürgerschaft. Er saß unter anderem im Schulausschuss, Verfassungsausschuss und im Umweltausschuss.